# Eitanas Finkelšteinas
Eitanas Finkelšteinas (ros. Эйтан Финкельштейн, niem. Eitan Finkelstein) (ur. 1942 w Swierdłowsku) – litewski i radziecki dysydent, obrońca praw człowieka, fizyk, publicysta i politolog.
W 1964 ukończył Uralski Instytut Politechniczny w Swierdłowsku. W związku z okazywaniem sympatii wobec Żydów walczących z Arabami został w 1967 wyrzucony ze studiów aspiranckich w Instytucie Fizyki i Techniki w Moskwie. 
W 1970 zamieszkał w Wilnie. Rok później odmówiono mu prawa wyjazdu do Izraela. Zaangażował się w obronę osób chcących opuścić ZSRR i zamieszkać w Izraelu (m.in. Natana Szaranskiego i Viktorasa Petkusa). W 1976 był wraz z Viktorasem Petkusem, Karolisem Garuckasem, Tomasem Venclovą i Oną Lukauskaitė-Poškienė jednym z założycieli Litewskiej Grupy Helsińskiej, w składzie której pozostał do 1979. 
W 1983 wyemigrował z ZSRR. Zamieszkał w Monachium, gdzie pracował w piśmie „Strana i mir” (od 1989 był jego redaktorem). W latach 1991–1992 wydawał czasopismo „Jewrejskij żurnał”. Obecnie pracuje w czasopiśmie „Czajka” oraz Radiu Swoboda. 
W 2007 wziął udział w uroczystościach upamiętniających 30 rocznicę powstania Litewskiej Grupy Helsińskiej. 